# Нерегулярная занятость
Нерегулярная занятость (англ. Casual employment) — модель занятости, практикуемая в Австралии и предусматриваемая трудовым законодательством Австралийского Союза, при которой работник получает большую почасовую оплату своего труда (по крайней мере на 20 %) в качестве компенсации отсутствия гарантии занятости и других положенных ему преимуществ, например отпуска по болезни. В 2003 году 28 % всех работников работали согласно этой модели.
Если в какой-то момент времени отсутствует необходимость в работе, работодатель может законным образом расторгнуть трудовой договор.
В порядке поощрения, модель занятости отдельного работника может быть изменена, если он проработал определённое количество рабочих часов в определённый промежуток времени.